# أنتوني بلكينغتون
أنتوني بلكينغتون (بالإنجليزية: Anthony Pilkington)‏ (6 يونيو 1988 بلاكبرن المملكة المتحدة - ) هو لاعب كرة قدم أيرلندي، يلعب كمهاجم.

## وصلات خارجية
أنتوني بلكينغتون على موقع قاعدة بيانات كرة القدم.إي يو (الإنجليزية)
- أنتوني بلكينغتون على موقع ناشيونال فوتبول تيمز (الإنجليزية)
- أنتوني بلكينغتون على موقع Soccerbase.com (لاعب) (الإنجليزية)
- أنتوني بلكينغتون على موقع Soccerway.com (الإنجليزية)
- أنتوني بلكينغتون على موقع عالم كرة القدم.نت (الإنجليزية)
- أنتوني بلكينغتون على موقع AS.com (الإسبانية)